# Melitaea subalpina
Melitaea subalpina är en fjärilsart som beskrevs av Ruggero Verity 1919. Melitaea subalpina ingår i släktet Melitaea och familjen praktfjärilar. Inga underarter finns listade i Catalogue of Life.